# Martin Rauschenberg
Martin Rauschenberg Brorsen (sinh ngày 15 tháng 1 năm 1992) là một cầu thủ bóng đá người Đan Mạch thi đấu cho Brommapojkarna ở Allsvenskan ở vị trí hậu vệ.